# Mirlande Manigat

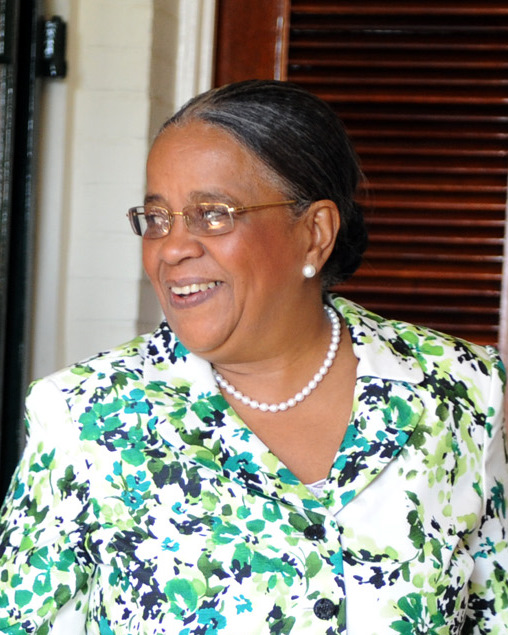
Mirlande Manigat (2011)

Mirlande Manigat (* 3. November 1940 in Miragoâne; eigentlich Mirlande Hippolyte) ist eine haitianische Politikerin. Die Professorin für Verfassungsrecht gründete mit ihrem Ehemann, dem früheren haitianischen Präsidenten Leslie Manigat (1930–2014), die Partei Rassemblement des Démocrates Nationaux Progressistes (RDNP), deren Generalsekretärin sie ist. Bei den Wahlen 2010/11 trat sie als Präsidentschaftskandidatin an.

## Leben

### Ausbildung und Heirat mit Leslie Manigat
Mirlande Manigat wurde als Mirlande Hippolyte geboren. Die Tochter eines Militärs und einer Hausfrau wuchs mit vier Geschwistern auf. Nach dem Gymnasium spielte sie mit dem Gedanken, ein Medizinstudium zu beginnen, wechselte aber dann auf das École normale supérieure in Haiti. Daran schloss sich ein Aufenthalt in Paris an, wo Hippolyte Rechtswissenschaft, Geschichte und Internationale Beziehungen an der Sorbonne und am Institut d’études politiques de Paris (Sciences Po) studierte. 1968 promovierte sie in Politikwissenschaft.
1970 heiratete Hippolyte im französischen Meudon den zehn Jahre älteren Leslie Manigat, dessen Namen sie annahm. Der frühere Mitarbeiter im haitianischen Außenministerium und Hochschullehrer hatte sich 1963 nach Differenzen mit dem Regime von François Duvalier („Papa Doc“) ins Exil nach Frankreich begeben. Dort hatte Leslie Manigat als Professor am Institut für Politische Studien unterrichtet und Hippolyte als Studentin kennengelernt. Das Paar verließ Frankreich im Jahr 1974 und übersiedelte nach Trinidad, wo Mirlande Manigats Ehemann Leiter des Instituts für Internationale Beziehungen an der University of the West Indies wurde. Ihr Ehemann hätte näher bei seiner Heimat leben wollen, so Manigat über die Abreise aus Europa. 1978 zogen die Manigats nach Caracas, Venezuela, wo beide Lehraufträgen für Politikwissenschaft an der Universidad Simón Bolívar folgten.

### First Lady Haitis und Senatorin
Ende der 1970er Jahre hatte das Paar mit dem Aufbau der Rassemblement des Démocrates Nationaux Progressistes d’Haiti (RDNP), der Partei der „Progressiven Nationalen Demokraten“, begonnen. Nachdem diese sich kurzfristig an der Sozialistischen Internationale orientiert hatte, wurde auf internationaler Ebene eine Zusammenarbeit mit den Christdemokraten bevorzugt. Nach dem Sturz des Präsidenten Jean-Claude Duvalier („Baby Doc“) kehrte das Paar 1986 wie viele weitere Oppositionelle nach Haiti zurück.
Im Januar 1988 gewann Manigats Ehemann die von der Regierung General Henri Namphys beschlossenen Präsidentschafts- und Parlamentswahlen in Haiti. Diese galten als erste demokratische Wahlen in dem Karibikstaat, wurden jedoch von den vier populärsten Kandidaten boykottiert, weshalb offiziell die Wahlbeteiligung mit 35 Prozent angegeben wurde. Unabhängige Beobachter sprachen jedoch nur von 10 bis 15 Prozent. Mirlande Manigat selbst gewann einen Sitz im haitianischen Senat. Als First Lady des Landes amtierte Manigat bis Juni 1988. Ihr Ehemann wurde nach fünf Monaten im Amt von Namphy abgesetzt, nachdem er Änderungen in der Armeespitze hatte durchsetzen wollen.
2006 weigerte sich Manigat erneut in den Senat einzuziehen, nachdem sie Leslie Manigats Wahlniederlage gegen René Préval als unfair bezeichnet hatte. Überwacht von der UN-Mission MINUSTAH, waren die Wahlen unter weitgehend friedlichen, aber teilweise chaotischen Bedingungen abgelaufen. Deshalb hatte der Wahlrat den Berechnungsmodus geändert, um einen zweiten Wahlgang und mögliche gewalttätige Unruhen zu vermeiden.

### Präsidentschaftskandidatin 2010/11
Im Jahr 2010 kandidierte die RDNP-Generalsekretärin für das Präsidentenamt. Nach einem schweren Erdbeben waren die Wahlen auf den 28. November 2010 verschoben worden. Die 70-jährige Manigat trat dabei gegen Jude Célestin (Inité), den Kandidaten und Schwiegersohn des regierenden René Préval, an, der nicht an einer Wiederwahl teilnehmen durfte. Mit ihrer Bewegung der linken Mitte steht die respektierte Professorin für Verfassungsrecht für das gebildete und weltoffene Haiti, weshalb sie vor allem vom Bürgertum und von Intellektuellen, aber auch von der internationalen Gemeinschaft befürwortet wurde. Sie hätte viele Positionen des nicht zur Wahl zugelassenen populären Musikers Wyclef Jean geteilt und durch ihr großmütterliches Image (Spitzname: „Mommy“) Zuversicht und Vertrauen vermittelt, so der bekannte haitianische Historiker und politische Analyst Georges Michel. Ausländische Medien beschrieben Manigat als konservative Politikerin, einige Stimmen bescheinigten ihrer Politik aber, in Hinblick auf die Vereinigten Staaten liberaler und demokratischer zu sein. Während des Wahlkampfs trat Manigats Ehemann Leslie kaum in Erscheinung.
Als politische Vorbilder nennt Manigat Konrad Adenauer, die Chilenin Michelle Bachelet und den Brasilianer Luiz Inácio Lula da Silva. Le Nouvelliste, Haitis größte Tageszeitung, sprach von ihr als einer „Frau des Konsenses“, die „ein ideales Profil für eine Renaissance des Landes“ habe. Ihre Werbekampagne führte Manigat in Kreolisch (Motto: „Ban m Manman m“, dt.: „Gib mir meine Mutter“). Mit ihrem Regierungsprogramm unter dem Titel changer la vie (dt.: „Leben verändern“) wandte sie sich vor allem an die haitianische Jugend und die „tapferen haitianischen Frauen“. Manigat trat für Bildung sowie den Wiederaufbau und die Entwicklung des Landes nach der Naturkatastrophe und gegen soziale Ungerechtigkeit und Korruption ein. Ihre Erfahrung habe sie selbst immun gegen „Eitelkeiten, Ehrgeiz, vor allem Reichtum und Ruhm“ gemacht, so Manigat. Sie befürwortete staatliche monatliche Zuschüsse für Familien mit drei oder mehr Kindern. Auch plante sie, Versicherungsschutz für Polizeibeamte und Lohnerhöhungen für Lehrer einzuführen. In der Debatte um den 15. Verfassungsartikel trat sie für die doppelte Staatsbürgerschaft für im Ausland lebende Landsleute ein. Diese transferieren jährlich mehr als zwei Milliarden US-Dollar nach Haiti. Gleichzeitig kritisierte sie die UN-Mission MINUSTAH als verfassungswidrig und plante, bei ihrer Wahl, die 1994 aufgelösten Streitkräfte wiederaufzubauen. Eine sofortige Abreise der MINUSTAH-Truppen erwog sie jedoch nicht, da dies ein Sicherheitsdefizit hätte darstellen können. Zu einer möglichen Justizreform und Fragen wie Straflosigkeit, das Gefängnissystem und die Unabhängigkeit der Justizgewalt nahm sie – wie auch andere Kandidaten – nicht detailliert Stellung.
Bei der Bekanntgabe des Wahlergebnisses Anfang Dezember 2010 konnte Manigat die meisten Stimmen (31,37 Prozent) auf sich vereinen, gefolgt vom Regierungskandidaten Célestin (22,48 Prozent) und dem populären, aber politisch unerfahrenen Sänger Michel „Sweet Micky“ Martelly (21,84 Prozent). Keiner der Kandidaten kam jedoch über die notwendige 50-Prozent-Marke für eine Direktwahl, während sich nur 23 Prozent der registrierten Wähler beteiligten. Eine Stichwahl zwischen Manigat und Célestin war für den 16. Januar 2011 geplant, fand aber nicht statt, nachdem die Organisation Amerikanischer Staaten (OAS) Zweifel an dem Ergebnis geäußert hatte. Es hätte Beweise für einen Wahlbetrug zugunsten Célestins gegeben, woraufhin die Organisation dem haitianischen Provisorischen Wahlrat empfahl, den Kandidaten auszuschließen. Manigat selbst hatte am Wahltag mit zwölf weiteren Oppositionskandidaten die Annullierung der Wahl wegen Fälschungen und Betrugsmanövern gefordert. Nachdem Hochrechnungen sie an der Spitze gesehen hatten, nahm sie davon Abstand, woraufhin ihre Mitstreiter ihr Taktiererei und Intrige vorwarfen.
In der Stichwahl am 20. März 2011 trat Manigat gegen Michel Martelly an. Célestin war damit als Präsidentschaftskandidat ausgeschieden. Umfragen kurz vor der Stichwahl hatten Manigat allerdings nur 46,4 Prozent der Stimmen bescheinigt und prognostizierten einen Wahlsieg Martellys, der von Wyclef Jean unterstützt wurde. Nachdem der Wahlrat die Bekanntgabe des vorläufigen Ergebnisses aufgrund eines hohen Grads „an Betrug und Unregelmäßigkeiten diverser Art“ um vier Tage, auf den 4. April 2011, verschoben hatte, ging aus dieser Michel Martelly mit 67,57 Prozent gewonnenen Stimmen als Sieger hervor. Für Manigat votierten 31,7 Prozent der Wähler. Bei einem Wahlsieg wäre sie die erste frei gewählte Präsidentin Haitis und nach der kommissarisch eingesetzten Ertha Pascal-Trouillot (1990–1991) die zweite Frau an der Spitze des Karibikstaates gewesen.

### Vorsitzende des Übergangsrats
Am 6. Februar 2023 wurde Manigat vom amtierenden Premierminister Ariel Henry zur Vorsitzenden des aus drei Personen bestehenden „Hohen Übergangsrats“ (Haut Conseil de la Transition; HCT) bestellt.

### Privatleben
Aus der Ehe mit Leslie Manigat, die bis zu dessen Tod im Jahr 2014 anhielt, ging eine Tochter hervor, die heute in Togo lebt. Mirlande Manigat spricht fließend Französisch, Kreolisch, Spanisch und Englisch. Sie schrieb mehrere Bücher über Verfassungsrecht und ist gegenwärtig Vize-Rektorin der privaten Université Quisqueya in Port-au-Prince. In ihrer Freizeit interessiert sich die gläubige Katholikin für Historienfilme, klassische Musik und Kriminalromane.

## Veröffentlichungen
- 1995: Plaidoyer pour une nouvelle Constitution
- 2000: Traité de Droit Constitutionnel Haïtien (zwei Bände)
- 2002: Être femme en Haïti, hier et aujourd’hui. Le regard des Constitutions, des Lois et de la société
- 2004: Manuel de Droit Constitutionnel
- 2006: Entre les normes et les réalités. Le Parlement haïtien (1806–2006)